# 光をあつめて (KOKIAの曲)
「光をあつめて」（ひかりをあつめて）は、KOKIAの通算31作目のシングル。2012年1月25日にFlyingDogから発売された。

## 収録曲
- 全作詞・作曲：KOKIA　全編曲：浦清英

1. 光をあつめて
アニメ映画『ドットハック セカイの向こうに』主題歌
2. Faraway
3. 光をあつめて (オリジナルカラオケ)
4. Faraway (オリジナルカラオケ)